# La forza del destino

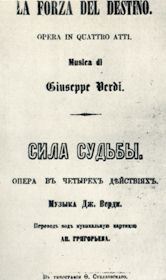
libretto de La forza del destino, St. Petersburg 1862

La forza del destino é uma ópera italiana de Giuseppe Verdi, com libretto de Francesco Maria Piave baseado num drama espanhol, Don Álvaro, o La Fuerza del sino (1835), por Ángel de Saavedra, duque de Rivas, com uma cena adaptada de Friedrich Schiller Wallensteins Lager. A estreia ocorreu no Teatro Bolshoi Kamenny de São Petersburgo, na Rússia, em 10 de novembro de 1862.

## Sinopse

### Abertura
A música começa com o famoso motivo "Destino", uma sinistra repetição tripla de MIb dos metais.

### Ato 1
A mansão da família de Leonora, em Sevilha
Don Alvaro é um jovem nobre da América do Sul (Peru, presumivelmente), parcialmente de origem indígena e que se estabeleceu em Sevilha, onde não é muito bem visto. Ele se apaixona por Donna Leonora, a filha do Marquês de Calatrava, que está determinado que ela se case apenas com um homem da mais nobre origem. Apesar de saber a aversão de seu pai por Alvaro, Leonora é profundamente apaixonada e determinada a abrir mão de seu lar e país a fim de fugir com ele. Neste esforço, ela é ajudada por sua confidente, Curra ("Me Pellegrina ed orfana").

### Ato 2
Cena 1: Em um vilarejo de Hornachuelos
Os Alcades, bando de camponeses tropeiros, e Don Carlo de Vargas, irmão de Donna Leonora, encontram-se reunidos na cozinha de uma pousada. Don Carlo, disfarçado de estudante de Salamanca, sob nome fictício de Pedera, está buscando vingança de Alvaro e Leonora (“Son Pereda son ricco d'onore”). Durante a janta, Preziosilla, uma jovem cigana, fala-lhe sobre a sua sorte e o aconselha a se exilar na guerra pela liberdade da Itália, conselho este acatado por ele. Depois de se separar de Alvaro, Leonora chega em trajes masculinos, mas acaba por ser descoberta por Carlo.
Cena 2: Um mosteiro da região
Leonora se refugia no mosteirio (“Sono giunta! ... Madre, pietosa Vergine”) onde conta ao abade, Padre Guardiano, seu nome verdadeiro e que pretende passar o resto de sua vida em isolamento. O padre narra os rituais pelos quais ela terá de passar. Leonora, Padre Guardiano, Fra Melitone, e outros monges se juntam em oração.

### Ato 3
Cena 1: Uma floresta perto de Velletri, Itália
Enquanto isso, Don Alvaro juntou-se ao exército espanhol sob o nome de Don Federico Herreros (“La vita è inferno ... O tu che no seno agli angeli"). Uma noite ele salva a vida de Don Carlo, que está servindo no exército mesmo sob o nome de Dom Felix Bornos. Eles se tornam amigos e vão para a batalha lado a lado.
Cena 2: Quartos dos oficiais
Em uma dessas batalhas Don Alvaro é mortalmente ferido. Ele confia aos cuidados de Don Carlo uma maleta contendo cartas, que deverão ser destruídas assim que ele morrer (“Solenne em quest'ora”). Don Carlo jurou não olhar para o conteúdo das cartas, mas ele começa a suspeitar de seu amigo (“Morir! Tremenda cosa ... fatale urna del mio Destino"). Ele abre a mala, encontra a imagem de sua irmã, e percebe a verdadeira identidade de Alvaro. Naquele momento, um cirurgião anuncia que D. Álvaro deve se recuperar. Don Carlo está muito feliz com a ideia de vingar a morte de seu pai.
Cena 3: Um acampamento perto do campo de batalha
Alvaro, já recuperado, é confrontado por Carlo. Eles começam a duelar, mas são apartados por outros soldados. Com Carlo detido, Don Alvo, angustiado, faz votos de entrar para um mosteiro.
Os soldados se reúnem. Trabucco, o mascate, tenta vender sua mercadoria; Fra Melitone castiga-os impiedosamente, e Preziosilla os conduz em um coro de louvor sobre vida militar ("Rufar do tambor, rufar do tambor, della gloria").

### Ato 4
Cena 1: No mosteiro
D. Álvaro entrou no mosteiro em Hornachuelos sob o nome de Padre Rafael, perto da qual ficava Leonora. Don Carlo chega e obriga-o a lutar ("Le minacce, Accenti i Fieri").
Cena 2: Um lugar isolado, perto de Leonora
Leonora reza para que encontre paz quando morrer ("Pace, pace mio Dio"). Alvaro adentra correndo, pedindo ajuda, depois de ter ferido mortalmente Carlo em seu duelo. Os dois amantes se reconhecerem. Leonora corre para a rua para ver seu irmão. Quando ela se inclina sobre ele, é esfaqueada no coração. Leonora retorna com Padre Guardiano. Ele e Álvaro rezam aos céus para que ela morra.
| Intérpretes              | Voz           | estreia 10 de novembro 1862 (maestro: - ) | Revista estreia 27 de fevereiro 1869 (maestro: - ) |
| ------------------------ | ------------- | ----------------------------------------- | -------------------------------------------------- |
| The Marquis of Calatrava | baixo         | Meo                                       | Giuseppe Vecchi                                    |
| Leonora                  | soprano       | Caroline Barbot                           | Teresa Stolz                                       |
| Don Carlo di Vargas      | barítono      | Francesco Graziani                        | Luigi Colonnese                                    |
| Don Alvaro               | tenor         | Enrico Tamberlik                          | Mario Tiberini                                     |
| Curra                    | mezzo-soprano | Lagramante                                | Ester Neri                                         |
| Preziosilla              | mezzo-soprano | Constance Nantier-Didier                  | Ida Benzi                                          |
| Mayor                    | baixo         | Ignazio Marini                            | Luigi Alessandrini                                 |
| Maestro Trabuco          | tenor         | Geremia Bettini                           | Antonio Tasso                                      |
| Padre Guardiano          | baixo         | Gian-Francesco Angelini                   | Marcello Junca                                     |
| Fra Melitone             | barítono      | Achille De Bassini                        | Giacomo Rota                                       |
| A surgeon                | baixo         | Alessandro Polonini                       | Vincenzo Paraboschi                                |

## Gravações Selecionadas
| Ano  | Cast (Leonora, Alvaro, Carlo, Preziosilla, Fra Melitone, Padre Guardiano)                               | Maestro, Sala de Ópera e Orquestra                                               | Label                            |
| ---- | --- | -------------------------------------------------------------------------------- | -------------------------------- |
| 1954 | Maria Callas, Richard Tucker, Carlo Tagliabue, Elena Nicolai Renato Capecchi, Nicola Rossi-Lemeni       | Tulio Serafin, Teatro alla Scala orquestra e coros                               | Audio CD: EMI                    |
| 1955 | Renata Tebaldi, Mario del Monaco, Ettore Bastianini, Giulietta Simionato Fernando Corena, Cesare Siepi  | Francesco Molinari-Pradelli, Orchestra dell'Accademia Nazionale di Santa Cecilia | Audio CD: Decca:                 |
| 1958 | Renata Tebaldi, Franco Corelli, Ettore Bastianini, Oralia Dominguez Renato Capecchi, Boris Christoff    | Francesco Molinari-Pradelli, Orchestra e coro del Teatro di San Carlo Napoli     | Video DVD: Hardy Classic         |
| 1964 | Leontyne Price, Richard Tucker, Robert Merrill, Shirley Verrett Giorgio Tozzi, Ezio Flagello            | Thomas Schippers, RCA Italiana Opera orquestra e coros                           | Audo CD: RCA Victor Cat:         |
| 1969 | Martina Arroyo, Carlo Bergonzi, Piero Cappuccilli, Bianca Maria Casoni, Ruggero Raimondi, Geraint Evans | Lamberto Gardelli, Royal Philharmonic Orchestra e a Ambrosian Opera Chorus       | Audo CD:EMI Cat:                 |
| 1987 | Rosalind Plowright, José Carreras, Renato Bruson, Agnes Baltsa, Paata Burchuladze, Juan Pons            | Giuseppe Sinopoli, Philharmonia Orchestra e a Ambrosian Opera Chorus             | Audo CD:Deutsche Grammophon Cat: |
|      | Mirella Freni, Plácido Domingo, Giorgio Zancanaro, Dolora Zajick, Paul Plishka, Sesto Bruscantini       | Riccardo Muti, Teatro alla Scala orquestra e coros                               | Audo CD: EMI Classics Cat: 47485 |